# Ludovico Trevisano
Ludovico Trevisano (Veneza, 14 de novembro de 1401 - Roma, 22 de março de 1465) foi um cardeal do século XV.

## Biografia
Nasceu em Veneza em 14 de novembro de 1401. De família de origem humilde. Filho do Maestro Biagio Trevisano, doutor em artes e medicina. Seu sobrenome materno pode ter sido Mezzarota, mas nada se sabe sobre sua mãe. Seu primeiro nome também está listado como Luigi; como Luísa; como Ludovicus; e como Alvise; e seu sobrenome como Trevisan; como Scarampus; como Scarampi-Mezzarota; e como Mezzarota Scarampi dell'Arena. Ele foi chamado de Cardeal de Aquileia e Cardeal Camerlengo.
Estudos iniciais de gramática e poesia em Veneza; mais tarde, nas artes liberais; obteve o doutorado em artes e medicina na Universidade de Pádua em 9 de julho de 1425.
Inicialmente, lecionou medicina; e mais tarde, foi para Roma, por volta de 1430, chamado pelo Cardeal Gabrile Condulmer, futuro Papa Eugênio IV, para ser seu médico. O novo Papa Eugênio IV nomeou-o seu cubicularius e cartas apostólicas scriptori . Cânon do capítulo da catedral de Pádua. Ingressou então na carreira eclesiástica. Distinguiu-se na fase final da pacificação de Bolonha e na sua rendição à autoridade papal.
Eleito bispo de Traù em 24 de outubro de 1435; ocupou a sé até 6 de agosto de 1437; governou a sé através de um vigário, Niccolò, abade do mosteiro de S. Giovanni Battista em Traù. Consagrado, provavelmente logo após sua eleição, (nenhuma informação adicional encontrada). Promovido à Sé Metropolitana de Florença em 6 de agosto de 1437; ocupou a sé até 18 de dezembro de 1439. Em 23 de janeiro de 1438 esteve com o papa em Ferrara. Subscreveu a bula de união com os gregos emitida pelo Papa Eugênio IV em 4 de julho de 1439. Promovido ao patriarcado de Aquileia, em 18 de dezembro de 1439; ocupou a sé até sua morte. Nomeado legado na Romagna em 3 de abril de 1440; estava com um exército encarregado de recuperar as terras da Igreja; ele partiu em 30 de julho; retornou em 23 de novembro; partiu novamente em 10 de dezembro de 1440.
Criado cardeal sacerdote no consistório de 1º de julho de 1440, com o título de S. Lorenzo em Damaso; seu patriarcado foi administrado pelo bispo Fortunato di Pellicanis de Sarsina; entrou em Florença em 12 de julho de 1440; no dia 20, o papa encerrou as cerimônias de sua investidura cardinalícia. Na batalha de Anghiari em 1440, lutou e derrotou Niccolò Piccinino, condottiero milanês . Camerlengo da Santa Igreja Romana, de 1440 até sua morte. Nomeado legado de Marche Anconitana e outras províncias da Itália central, 13 de setembro de 1442; partiu de Florença em 16 de setembro; voltou em 24 de outubro; foi para sua legação no dia seguinte; entrou em Siena em 28 de março de 1443; foi para Roma em 12 de maio; em 14 de junho, assinou um tratado com o rei Alfonso d'Aragón de Nápoles, que o papa aprovou no dia 6 de julho seguinte. Ajudou o papa Eugênio IV a restaurar a cidade de Roma. Foi para Siena em 30 de agosto de 1443; ele deixou Roma e foi para Viterbo em 23 de novembro; e retornou em 13 de dezembro de 1443. Administrador da Sé de Bolonha, 1443; ocupou o cargo até 1444. Nomeado legado em Siena, partiu em 27 de janeiro de 1444; regressou a Roma e no dia 14 de julho foi ver o rei Alfonso d'Aragón; voltou a Roma em 26 de julho; partiu para Perugia em 2 de setembro de 1444. Eleito também bispo de Cava em 3 de setembro de 1444; ocupou a sé até sua morte. Abade comendador do mosteiro cisterciense de S. Pastore, diocese de Rieti, de 1445 até 4 de junho de 1456. Em 10 de abril de 1446 foi inscrito na Irmandade do Espírito Santo em Roma. Ele deixou Roma e foi para Marche em 31 de maio de 1446; retornou em 30 de novembro. Foi notado na Cúria Romana em 21 de fevereiro de 1447; e no comando de todos os pontos fortificados da cidade de Roma. Participou do conclave de 1447 , que elegeu o Papa Nicolau V. No dia seguinte à eleição do novo Papa Nicolau V, foi enviado pelo pontífice, com o cardeal Francesco Condulmer, ao rei de Nápoles. Esteve ausente de Roma de 27 de outubro de 1451 até 27 de novembro, quando retornou de Veneza. Em 23 de novembro de 1452, foi encarregado pelo papa de visitar as igrejas de Roma. Ele frustrou a conspiração de Stefano Procaro contra o papa em janeiro de 1453. Em julho de 1453, ele estava em Albano. Participou do conclave de 1455, que elegeu o Papa Calisto III. Ele escreveu as ordenanças para saúde pública e manutenção de estradas de Roma, em 16 de junho de 1455 e 24 de maio de 1456. Nomeado almirante da frota papal em 17 de dezembro de 1455. Em 30 de abril de 1456, ele deixou Roma para Ostia. Nomeado, em 1 de junho de 1456, legado das costas e ilhas do Mediterrâneo; e também, governador de todas as terras que conquistaria; foi auxiliado por uma comissão de cardeais para a organização da frota. Em 9 de julho de 1456, foi encarregado de prosseguir os Tratados de Urrea e de Olzina. Ele deixou Nápoles em 6 de agosto de 1456, depois que o papa se queixou do tempo que demorou para iniciar sua missão. Ele foi para Rodes e dispersou a frota turca; em 1457, tomou as ilhas de Lemnos, Samotrácia e Tasos; voltou para Rodes; reentrou em Roma em fevereiro de 1459 com um grande saque. Não participou do conclave de 1458 , que elegeu o Papa Pio II. Foi para Siena, onde estava o Papa Pio II, em 16 de março de 1459; ele assinou uma bula papal datada de 18 de abril seguinte. Seguiu o papa até Mântua, embora se opusesse ao congresso que o pontífice realizou naquela cidade. Ele esteve em Roma em 8 de outubro de 1460; e em Montefiascone em 25 de maio de 1462. Nomeado cidadão e patrício de Veneza em 1462. Escapando da peste, buscou refúgio em Florença em outubro de 1463; e mais tarde em Prato, no mês de dezembro seguinte. Entrou em Siena em 6 de março de 1464; foi a Florença e Veneza e voltou no dia 10 de abril para ir a Roma. Ele então se opôs à cruzada contra os turcos. Participou do conclave de 1464 , que elegeu o Papa Paulo II. Em outubro de 1464, refugiou-se da peste em Albano. Optou pela ordem dos cardeais bispos e pela sé suburbana de Albano em 7 de janeiro de 1465; manteve em comenda as sedes de Aquileia e Cava. Reparou a catedral de Aquileia e a sua igreja titular de S. Lorenzo em Dâmaso; ele também construiu aquedutos. Ele era mais militar do que eclesiástico. Ele era famoso por sua fortuna, luxo e esplendor. Deixou a sua riqueza à Igreja, às suas obras e aos seus sobrinhos.
Morreu em Roma em 22 de março de 1465, às 3 horas da manhã, de hidropisia. Sepultado na igreja de S. Lorenzo em Dâmaso Roma